# Kanton Le François-2
Kanton Le François-2 is een voormalig kanton van het Franse departement Martinique. Kanton Le François-2 maakte deel uit van het arrondissement Le Marin en telde 8.667 inwoners in 2007. Het werd zoals alle kantons van Martinique opgeheven op 1 januari 2016.

## Gemeenten
Het kanton Le François-2 omvatte uitsluitend een deel van de  gemeente Le François.